# Coupe du monde féminine de rugby à XV 2014
Navigation
Coupe du monde 2010 Coupe du monde 2017
La Coupe du monde féminine de rugby à XV 2014 se déroule du 1er au 17 août 2014 en France. Il s'agit de la septième édition de la Coupe du monde féminine de rugby à XV.

## Participants

### Qualifications
Douze équipes participent à cette édition : six d'entre elles sont qualifiées d'office (Q) tandis que les six autres (q) obtiennent leur place parmi seize prétendants.
Au niveau européen, la France est qualifiée d'office en tant que pays hôte alors que l'Angleterre est qualifiée en tant que finaliste de la dernière édition ; pour les Amériques, les États-Unis et le Canada sont qualifiés en tant que cinquième et sixième de l'édition précédente ; enfin en Océanie, la Nouvelle-Zélande et l'Australie sont qualifiées en tant que tenante du titre (T) et troisième de la dernière édition.
| Afrique              | Amériques                     | Europe                                                                                 |
| -------------------- | ----------------------------- | -------------------------------------------------------------------------------------- |
| - Afrique du Sud (q) | - Canada (Q) - États-Unis (Q) | - Angleterre (Q) - France (pays hôte) - Irlande (q) - Espagne (q) - Pays de Galles (q) |

| Océanie                                            | Asie             |
| -------------------------------------------------- | ---------------- |
| - Australie (Q) - Nouvelle-Zélande (T) - Samoa (q) | - Kazakhstan (q) |

### Villes et stades
Les matches de poule sont disputés au Centre national du rugby de Marcoussis, alors que les matches de phase finale ont lieu au stade Jean-Bouin, à Paris.
| Marcoussis                                            | Paris                                              |
| ----------------------------------------------------- | -------------------------------------------------- |
| Centre national du rugby Capacité : 1 000 spectateurs | Stade Jean-Bouin Capacité : 20 000                 |
| Le Centre national du rugby à Marcoussis.             | Tribune présidentielle du nouveau stade Jean-Bouin |

### Tirage au sort des poules
Le tirage au sort des poules a lieu le 30 octobre 2013 à l'hôtel de ville de Paris et donne la répartition suivante (par ordre du classement World Rugby) :
| 0Poule A - Angleterre - Canada - Espagne (q) - Samoa (q) | 0Poule B - Nouvelle-Zélande (T) - Irlande (q) - États-Unis - Kazakhstan (q) | 0Poule C - France - Australie - Pays de Galles (q) - Afrique du Sud (q) |

## Arbitres
Courant avril 2014, l'IRB annonce les quatorze arbitres officielles, réparties en huit arbitres et six assistantes.
| Arbitres (8) - Jess Beard - Leah Berard - Claire Hodnett - Nicky Inwood - Marlize Jordaan - Helen O'Reilly - Amy Perrett - Sherry Trumbull | Assistantes (6) - Maria Beatrice Benvenuti - Sara Cox - Clare Daniels - Marie Lematte - Alhambra Nievas - Alex Pratt |

## Format
Dans chaque poule, les équipes se rencontrent les 1er, 5 et 9 août. Les trois vainqueurs de poule et la meilleure deuxième sont qualifiées pour les demi-finales. Les deux autres deuxièmes et les deux meilleures troisièmes s'affrontent pour la cinquième place tandis que les autres sélections s'affrontent pour la neuvième place.

## Premier tour
|  | Qualifiées pour les demi-finales.                           |
|  | Qualifiées pour les matches de classement pour la 5e place. |
|  | Qualifiées pour les matches de classement pour la 9e place. |

### Poule A
| Rang | Équipe     | J | V | N | D | Em | Ee | Bo | Bd | Pm  | Pe  | Diff | Pts |
| ---- | ---------- | - | - | - | - | -- | -- | -- | -- | --- | --- | ---- | --- |
| 1    | Angleterre | 3 | 2 | 1 | 0 | 17 | 3  | 2  | 0  | 123 | 21  | +102 | 12  |
| 2    | Canada     | 3 | 2 | 1 | 0 | 12 | 3  | 2  | 0  | 86  | 27  | +59  | 12  |
| 3    | Espagne    | 3 | 1 | 0 | 2 | 8  | 11 | 1  | 0  | 51  | 81  | -30  | 5   |
| 4    | Samoa      | 3 | 0 | 0 | 3 | 2  | 22 | 0  | 0  | 15  | 148 | -133 | 0   |

| 1er août 2014 15h00 UTC+2 | Canada | 31 - 7 (mt 24 - 0) | Espagne                                                   | CNR Marcoussis, Pitch 2 Arbitre : Nicky Inwood |
| 1er août 2014 15h00 UTC+2 | Essai(s) : Harvey (18e), (24e), (35e), Marchak (51e) Transformation(s) : Harvey (19e), (25e), (36e), (52e) Pénalité(s) : Harvey (31e) Carton(s) jaune(s) : DeMerchant (60e) |                    | Essai(s) : R. Garcia (76e) Transformation(s) : Rial (77e) | CNR Marcoussis, Pitch 2 Arbitre : Nicky Inwood |
| 1er août 2014 15h00 UTC+2 | |                    |                                                           | CNR Marcoussis, Pitch 2 Arbitre : Nicky Inwood |

-
| 1er août 2014 18h00 UTC+2 | Angleterre | 65 - 3 (mt 34 - 0) | Samoa                                                                                         | CNR Marcoussis, Pitch 1 Arbitre : ,Amy Perrett |
| 1er août 2014 18h00 UTC+2 | Essai(s) : Merchant (18e), (21e), Thompson (30e), (37e), Hunt (39e), (57e), Wilson (60e), (78e), Mason (65e), Scarratt (68e) Transformation(s) : Scarratt (22e), (31e), (38e), (58e), (61e), (69e) Pénalité(s) : Scarratt (12e) Carton(s) jaune(s) : Packer (73e) |                    | Pénalité(s) : Milo (74e) Carton(s) jaune(s) : Collins (49e) Carton(s) rouge(s) : Pulumu (12e) | CNR Marcoussis, Pitch 1 Arbitre : ,Amy Perrett |
| 1er août 2014 18h00 UTC+2 | |                    |                                                                                               | CNR Marcoussis, Pitch 1 Arbitre : ,Amy Perrett |

-
| 5 août 2014 15h45 UTC+2 | Angleterre | 45 - 5 (mt 17 - 0) | Espagne                | CNR Marcoussis, Pitch 1 Arbitre : Jessica Beard |
| 5 août 2014 15h45 UTC+2 | Essai(s) : Wilson (17e), Waterman (38e), Keates (45e), Allan (50e), Packer (55e), (79e) Transformation(s) : Scarratt (18e), (39e), (46e), (51e), (56e), (80e) Pénalité(s) : Scarratt (30e) |                    | Essai(s) : Bravo (68e) | CNR Marcoussis, Pitch 1 Arbitre : Jessica Beard |
| 5 août 2014 15h45 UTC+2 | |                    |                        | CNR Marcoussis, Pitch 1 Arbitre : Jessica Beard |

-
| 5 août 2014 17h00 UTC+2 | Canada | 42 – 7 (mt 21 - 0) | Samoa                                                                                   | CNR Marcoussis, Pitch 2 Arbitre : Helen O'Reilly |
| 5 août 2014 17h00 UTC+2 | Essai(s) : Marchak (12e), Waters (22e, 66e), Alarie (28e), Bernier (42e), Burk (80e+1) Transformation(s) : Harvey (13e), (23e), (29e), (43e) (67e), Burk (80e+2) Carton(s) jaune(s) : Waters (73e) |                    | Essai(s) : Muavae (54e) Transformation(s) : Milo (55e) Carton(s) jaune(s) : Lilii (14e) | CNR Marcoussis, Pitch 2 Arbitre : Helen O'Reilly |
| 5 août 2014 17h00 UTC+2 | |                    |                                                                                         | CNR Marcoussis, Pitch 2 Arbitre : Helen O'Reilly |

-
| 9 août 2014 15h00 UTC+2 | Espagne | 41 - 5 (mt 24 - 5) | Samoa                                                    | CNR Marcoussis, Pitch 2 Arbitre : Claire Hodnett |
| 9 août 2014 15h00 UTC+2 | Essai(s) : Garcia (5e), essai de pénalité (24e), Del Pan (32e), Pla (39e), Aigneren (50e), (74e) Transformation(s) : Garcia (25e), (33e), (50e), (74e) Pénalité(s) : Garcia (57e) |                    | Essai(s) : Collins (17e) Carton(s) jaune(s) : Mefi (23e) | CNR Marcoussis, Pitch 2 Arbitre : Claire Hodnett |
| 9 août 2014 15h00 UTC+2 | |                    |                                                          | CNR Marcoussis, Pitch 2 Arbitre : Claire Hodnett |

-
| 9 août 2014 15h45 UTC+2 | Angleterre                                                                                    | 13 – 13 (mt 6 - 5) | Canada                                                         | CNR Marcoussis, Pitch 1 Arbitre : Amy Perrett |
| 9 août 2014 15h45 UTC+2 | Essai(s) : Hunter (56e) Transformation(s) : Scarratt (57e) Pénalité(s) : Scarratt (8e), (40e) |                    | Essai(s) : Paquin (14e), Mack (44e) Pénalité(s) : Harvey (73e) | CNR Marcoussis, Pitch 1 Arbitre : Amy Perrett |
| 9 août 2014 15h45 UTC+2 |                                                                                               |                    |                                                                | CNR Marcoussis, Pitch 1 Arbitre : Amy Perrett |

### Poule B
| Rang | Équipe               | J | V | N | D | Em | Ee | Bo | Bd | Pm  | Pe  | Diff | Pts |
| ---- | -------------------- | - | - | - | - | -- | -- | -- | -- | --- | --- | ---- | --- |
| 1    | Irlande              | 3 | 3 | 0 | 0 | 10 | 4  | 1  | 0  | 80  | 36  | +44  | 13  |
| 2    | Nouvelle-Zélande (T) | 3 | 2 | 0 | 1 | 14 | 3  | 2  | 1  | 127 | 25  | +102 | 11  |
| 3    | États-Unis           | 3 | 1 | 0 | 2 | 10 | 3  | 1  | 1  | 67  | 64  | +3   | 6   |
| 4    | Kazakhstan           | 3 | 0 | 0 | 3 | 3  | 27 | 0  | 0  | 17  | 166 | -149 | 0   |

| 1er août 2014 13h00 UTC+2 | Nouvelle-Zélande | 79 - 5 (mt 38 - 0) | Kazakhstan                                                    | CNR Marcoussis, Pitch 2 Arbitre : Claire Hodnett |
| 1er août 2014 13h00 UTC+2 | Essai(s) : Manuel (2e), (32e), Fa'amausili (14e),(54e), Blackwell (23e), Winiata (28e), (45e), Brazier (40e+1), (49e), Baker (58e), Savage (65e), Nelson (76e), Tiplady-Hurring (80e) Transformation(s) : Brazier (3e), (24e), (29e), (33e), (50e), Subritzky-Nafatali (66e), (77e) |                    | Essai(s) : Shadrina (62e) Carton(s) jaune(s) : Shadrina (40e) | CNR Marcoussis, Pitch 2 Arbitre : Claire Hodnett |
| 1er août 2014 13h00 UTC+2 | |                    |                                                               | CNR Marcoussis, Pitch 2 Arbitre : Claire Hodnett |

| 1er août 2014 17h00 UTC+2 | États-Unis | 17 - 23 (mt 10 - 20) | Irlande | CNR Marcoussis, Pitch 2 Arbitre : Sherry Trumbull |
| 1er août 2014 17h00 UTC+2 | Essai(s) : Kugler (6e), Farmer (42e) Transformation(s) : Rozier (7e), (43e) Pénalité(s) : Rozier (35e) Carton(s) jaune(s) : Walsh (29e), Turley (59e) |                      | Essai(s) : Egan (31e), Briggs (40e) Transformation(s) : Briggs (32e), (40e+1) Pénalité(s) : Briggs (3e), (10e), (60e) Carton(s) jaune(s) : Molloy (35e) | CNR Marcoussis, Pitch 2 Arbitre : Sherry Trumbull |
| 1er août 2014 17h00 UTC+2 | |                      | | CNR Marcoussis, Pitch 2 Arbitre : Sherry Trumbull |

| 5 août 2014 13h00 UTC+2 | États-Unis | 47 - 7 (mt 15 - 7) | Kazakhstan                                                        | CNR Marcoussis, Pitch 2 Arbitre : Alhambra Nievas |
| 5 août 2014 13h00 UTC+2 | Essai(s) : Marchino (20e), McGee (29e), Wagner (36e), Stolba (43e), Bydwell (47e), Braaten (55e), (63e), Bizer (74e) Transformation(s) : Stolba (43e), (48e) Pénalité(s) : Stolba (70e) |                    | Essai(s) : Yakovleva (12e) Transformation(s) : Daurembayeva (13e) | CNR Marcoussis, Pitch 2 Arbitre : Alhambra Nievas |
| 5 août 2014 13h00 UTC+2 | |                    |                                                                   | CNR Marcoussis, Pitch 2 Arbitre : Alhambra Nievas |

| 5 août 2014 18h00 UTC+2 | Nouvelle-Zélande                                                   | 14 - 17 (mt 8-7) | Irlande                                                                                                   | CNR Marcoussis, Pitch 1 Arbitre : Leah Berard |
| 5 août 2014 18h00 UTC+2 | Essai(s) : Winiata (26e) Pénalité(s) : Brazier (22e), (47e), (65e) |                  | Essai(s) : O'Brien (34e), Miller (60e) Transformation(s) : Briggs (35e), (61e) Pénalité(s) : Briggs (30e) | CNR Marcoussis, Pitch 1 Arbitre : Leah Berard |
| 5 août 2014 18h00 UTC+2 |                                                                    |                  | | CNR Marcoussis, Pitch 1 Arbitre : Leah Berard |

| 9 août 2014 13h00 UTC+2 | Irlande | 40 - 5 (mt 14 - 5) | Kazakhstan                  | CNR Marcoussis, Pitch 2 Arbitre : Nicky Inwood |
| 9 août 2014 13h00 UTC+2 | Essai(s) : Lynch (6e), (70e), Rosser (36e), essai de pénalité (64e), Fleming (66e), McGinn (80e+3) Transformation(s) : Shiels (6e), (37e), (65e), (70e), (80e+4) |                    | Essai(s) : Karatygina (22e) | CNR Marcoussis, Pitch 2 Arbitre : Nicky Inwood |
| 9 août 2014 13h00 UTC+2 | |                    |                             | CNR Marcoussis, Pitch 2 Arbitre : Nicky Inwood |

| 9 août 2014 18h00 UTC+2 | Nouvelle-Zélande | 34 - 3 (mt 12 - 0) | États-Unis                 | CNR Marcoussis, Pitch 1 Arbitre : Sherry Turnbull |
| 9 août 2014 18h00 UTC+2 | Essai(s) : Brazier (10e), Richardson (12e), Manuel (60e), Cocksedge (64e), Wickliffe (68e), Lavea (80e) Transformation(s) : Brazier (10e), (66e) Carton(s) jaune(s) : Itunu (45e) |                    | Pénalité(s) : Rozier (52e) | CNR Marcoussis, Pitch 1 Arbitre : Sherry Turnbull |
| 9 août 2014 18h00 UTC+2 | |                    |                            | CNR Marcoussis, Pitch 1 Arbitre : Sherry Turnbull |

### Poule C
| Rang | Équipe         | J | V | N | D | Em | Ee | Bo | Bd | Pm | Pe  | Diff | Pts |
| ---- | -------------- | - | - | - | - | -- | -- | -- | -- | -- | --- | ---- | --- |
| 1    | France         | 3 | 3 | 0 | 0 | 15 | 0  | 2  | 0  | 98 | 6   | +92  | 14  |
| 2    | Australie      | 3 | 2 | 0 | 1 | 6  | 2  | 0  | 0  | 54 | 23  | +31  | 8   |
| 3    | Pays de Galles | 3 | 1 | 0 | 2 | 4  | 7  | 1  | 0  | 38 | 54  | -16  | 5   |
| 4    | Afrique du Sud | 3 | 0 | 0 | 3 | 0  | 17 | 0  | 0  | 9  | 116 | -107 | 0   |

| 1er août 2014 15h45 UTC+2 | Australie | 26 - 3 (mt 21 - 3) | Afrique du Sud                                               | CNR Marcoussis, Pitch 1 Arbitre : Leah Berard |
| 1er août 2014 15h45 UTC+2 | Essai(s) : Williams (2e), Hewson (22e), Brown (75e) Transformation(s) : Hewson (3e) Pénalité(s) : Hewson (13e), (15e), (35e) Carton(s) jaune(s) : Buttler (63e) |                    | Pénalité(s) : Kinsey (32e) Carton(s) jaune(s) : Weston (46e) | CNR Marcoussis, Pitch 1 Arbitre : Leah Berard |
| 1er août 2014 15h45 UTC+2 | |                    |                                                              | CNR Marcoussis, Pitch 1 Arbitre : Leah Berard |

| 1er août 2014 20h45 UTC+2 | France | 26 - 0 (mt 19 - 0) | Pays de Galles                    | CNR Marcoussis, Pitch 1 Arbitre : Helen O'Reilly |
| 1er août 2014 20h45 UTC+2 | Essai(s) : Lièvre (25e), (38e), Izar (34e), Poublan (78e) Transformation(s) : Agricole (26e), (39e), Le Duff (79e) |                    | Carton(s) jaune(s) : Davies (73e) | CNR Marcoussis, Pitch 1 Arbitre : Helen O'Reilly |
| 1er août 2014 20h45 UTC+2 | |                    |                                   | CNR Marcoussis, Pitch 1 Arbitre : Helen O'Reilly |

| 5 août 2014 15h00 UTC+2 | Australie | 25 - 3 (mt 17 - 0) | Pays de Galles                                                | CNR Marcoussis, Pitch 2 Arbitre : Sherry Trumbull |
| 5 août 2014 15h00 UTC+2 | Essai(s) : Williams (13e), Brown (22e), (49e) Transformation(s) : Hewson (14e), (24e), Pénalité(s) : Hewson (3e), (74e) Carton(s) jaune(s) : Smyth (39e) |                    | Pénalité(s) : Wilkins (47e) Carton(s) jaune(s) : Taylor (37e) | CNR Marcoussis, Pitch 2 Arbitre : Sherry Trumbull |
| 5 août 2014 15h00 UTC+2 | |                    |                                                               | CNR Marcoussis, Pitch 2 Arbitre : Sherry Trumbull |

| 5 août 2014 20h45 UTC+2 | France | 55 – 3 (mt 31 - 3) | Afrique du Sud                                                  | CNR Marcoussis, Pitch 1 Arbitre : Amy Perrett |
| 5 août 2014 20h45 UTC+2 | Essai(s) : N'Diaye (13e), (50e), essai de pénalité (23e), Portaries (28e), Koïta (33e), Le Duff (36e), (59e), Poublan (73e), Grassineau (80e+1) Transformation(s) : Le Duff (24e), (34e), (37e), Agricole (73e), (80e+2) |                    | Pénalité(s) : Jordaan (40e+2) Carton(s) jaune(s) : Adonis (31e) | CNR Marcoussis, Pitch 1 Arbitre : Amy Perrett |
| 5 août 2014 20h45 UTC+2 | |                    |                                                                 | CNR Marcoussis, Pitch 1 Arbitre : Amy Perrett |

| 9 août 2014 17h00 UTC+2 | Pays de Galles | 35 - 3 (mt 16 - 3) | Afrique du Sud             | CNR Marcoussis, Pitch 2 Arbitre : Jessica Beard |
| 9 août 2014 17h00 UTC+2 | Essai(s) : Harries (36e), (72e), (80e+1), Davies (56e) Transformation(s) : Wilkins (36e), (56e), (72e) Pénalité(s) : Wilkins (3e), (23e) Drop(s) : Snowsill (28e) |                    | Pénalité(s) : Jordaan (7e) | CNR Marcoussis, Pitch 2 Arbitre : Jessica Beard |
| 9 août 2014 17h00 UTC+2 | |                    |                            | CNR Marcoussis, Pitch 2 Arbitre : Jessica Beard |

| 9 août 2014 20h45 UTC+2 | France | 17 - 3 (mt 10 - 3) | Australie                                                   | CNR Marcoussis, Pitch 1 Arbitre : Leah Berard |
| 9 août 2014 20h45 UTC+2 | Essai(s) : essai de pénalité (35e), Gaëlle Mignot (50e) Transformation(s) : Agricole (36e), (51e) Pénalité(s) : Agricole (6e) |                    | Pénalité(s) : Hewson (14e) Carton(s) jaune(s) : Parry (29e) | CNR Marcoussis, Pitch 1 Arbitre : Leah Berard |
| 9 août 2014 20h45 UTC+2 | |                    |                                                             | CNR Marcoussis, Pitch 1 Arbitre : Leah Berard |

### Classement des équipes
Classement des trois premières de groupe qualifiées pour les demi-finales :
| Rang | Équipe     | J | V | N | D | Em | Ee | Bo | Bd | Pm  | Pe | Diff | Pts |
| ---- | ---------- | - | - | - | - | -- | -- | -- | -- | --- | -- | ---- | --- |
| 1    | France     | 3 | 3 | 0 | 0 | 15 | 0  | 2  | 0  | 98  | 6  | +92  | 14  |
| 2    | Irlande    | 3 | 3 | 0 | 0 | 10 | 4  | 1  | 0  | 80  | 36 | +44  | 13  |
| 3    | Angleterre | 3 | 2 | 1 | 0 | 17 | 3  | 2  | 0  | 123 | 21 | +102 | 12  |

Classement des deuxièmes de groupe : la première est qualifiée pour les demi-finales et les deuxième et troisième jouent les 5e - 8e places.
| Rang | Équipe               | J | V | N | D | Em | Ee | Bo | Bd | Pm  | Pe | Diff | Pts |
| ---- | -------------------- | - | - | - | - | -- | -- | -- | -- | --- | -- | ---- | --- |
| 1    | Canada               | 3 | 2 | 1 | 0 | 12 | 3  | 2  | 0  | 86  | 27 | +59  | 12  |
| 2    | Nouvelle-Zélande (T) | 3 | 2 | 0 | 1 | 14 | 3  | 2  | 1  | 127 | 25 | +102 | 11  |
| 3    | Australie            | 3 | 2 | 0 | 1 | 6  | 2  | 0  | 0  | 54  | 23 | +31  | 8   |

Classement des troisièmes de groupe : les deux premières jouent les 5e - 8e places et la dernière joue les 9e - 12e places.
| Rang | Équipe         | J | V | N | D | Em | Ee | Bo | Bd | Pm | Pe | Diff | Pts |
| ---- | -------------- | - | - | - | - | -- | -- | -- | -- | -- | -- | ---- | --- |
| 1    | États-Unis     | 3 | 1 | 0 | 2 | 10 | 3  | 1  | 1  | 67 | 64 | +3   | 6   |
| 2    | Pays de Galles | 3 | 1 | 0 | 2 | 4  | 7  | 1  | 0  | 38 | 54 | -16  | 5   |
| 3    | Espagne        | 3 | 1 | 0 | 2 | 6  | 10 | 1  | 0  | 53 | 81 | -28  | 5   |

Classement des quatrièmes de groupe : les trois équipes jouent les 9e - 12e places.
| Rang | Équipe         | J | V | N | D | Em | Ee | Bo | Bd | Pm | Pe  | Diff | Pts |
| ---- | -------------- | - | - | - | - | -- | -- | -- | -- | -- | --- | ---- | --- |
| 1    | Afrique du Sud | 3 | 0 | 0 | 3 | 0  | 17 | 0  | 0  | 9  | 116 | -107 | 0   |
| 2    | Samoa          | 3 | 0 | 0 | 3 | 1  | 20 | 0  | 0  | 15 | 148 | -133 | 0   |
| 3    | Kazakhstan     | 3 | 0 | 0 | 3 | 3  | 27 | 0  | 0  | 17 | 166 | -149 | 0   |

## Matches de classement

### Matches pour la neuvième place

#### Tableau
|  | Pour les 9e à 12e places | Pour les 9e à 12e places |                   |    | Pour la 9e place | Pour la 9e place |
|  | Pour les 9e à 12e places | Pour les 9e à 12e places |                   |    | Pour la 9e place | Pour la 9e place |
|  |                          |                          |                   |    |                  |                  |
|  | 13 août 2014             | 13 août 2014             |                   |    | 17 août 2014     | 17 août 2014     |
|  | 13 août 2014             | 13 août 2014             |                   |    | 17 août 2014     | 17 août 2014     |
|  | Afrique du Sud           | 25                       |                   |    | 17 août 2014     | 17 août 2014     |
|  | Afrique du Sud           | 25                       |                   |    | 17 août 2014     | 17 août 2014     |
|  | Samoa                    | 24                       |                   |    | 17 août 2014     | 17 août 2014     |
|  | Samoa                    | 24                       | Afrique du Sud    | 0  |                  |                  |
|  | 13 août 2014             |                          | Afrique du Sud    | 0  |                  |                  |
|  |                          | Espagne                  | 36                |    |                  |                  |
|  | Espagne                  | Espagne                  | 36                | 18 |                  |                  |
|  | Espagne                  |                          |                   | 18 |                  |                  |
|  | Kazakhstan               | 5                        |                   |    |                  |                  |
|  | Kazakhstan               | 5                        | Pour la 11e place |    |                  |                  |
|  |                          |                          |                   |    |                  |                  |
|  | 17 août 2014             |                          |                   |    |                  |                  |
|  |                          |                          |                   |    |                  |                  |
|  | Samoa                    | 31                       |                   |    |                  |                  |
|  | Samoa                    | 31                       |                   |    |                  |                  |
|  | Kazakhstan               | 0                        |                   |    |                  |                  |
|  | Kazakhstan               | 0                        |                   |    |                  |                  |

#### Matches de classement pour les9eà12eplaces
| 13 août 2014 14h00 UTC+2 | Afrique du Sud | 25 – 24 (mt 20 – 21) | Samoa | CNR Marcoussis, Pitch 1 Arbitre : Alhambra Nievas |
| 13 août 2014 14h00 UTC+2 | Essai(s) : Nojoko (1re), Geldenhuys (31e), Grain (60e) Transformation(s) : Jordaan (2e, 32e) Pénalité(s) : Jordaan (15e, 20e) |                      | Essai(s) : Milo (4e, 34e), Faitala-Mariner (16e) Transformation(s) : Milo (5e, 17e, 35e) Pénalité(s) : Milo (47e) | CNR Marcoussis, Pitch 1 Arbitre : Alhambra Nievas |
| 13 août 2014 14h00 UTC+2 | |                      | | CNR Marcoussis, Pitch 1 Arbitre : Alhambra Nievas |

| 13 août 2014 16h15 UTC+2 | Espagne | 18 – 5 (mt 3 – 5) | Kazakhstan               | CNR Marcoussis, Pitch 1 Arbitre : Sherry Turnbull |
| 13 août 2014 16h15 UTC+2 | Essai(s) : Alameda (53e), R. Garcia (79e) Transformation(s) : P. Garcia (80e) Pénalité(s) : P. Garcia (37e, 70e) |                   | Essai(s) : Khamova (34e) | CNR Marcoussis, Pitch 1 Arbitre : Sherry Turnbull |
| 13 août 2014 16h15 UTC+2 | |                   |                          | CNR Marcoussis, Pitch 1 Arbitre : Sherry Turnbull |

#### Match de classement pour la11eplace
| 17 août 2014 12h00 UTC+2 | Samoa | 31 – 0 (mt 14 – 0) | Kazakhstan | CNR Marcoussis, Pitch 1 Arbitre : Marlize Jordaan |
| 17 août 2014 12h00 UTC+2 | Essai(s) : Mefi (9e, 22e), Start (44e), Collins (52e), Milo (56e) Transformation(s) : Milo (10e, 23e, 45e) |                    |            | CNR Marcoussis, Pitch 1 Arbitre : Marlize Jordaan |
| 17 août 2014 12h00 UTC+2 | |                    |            | CNR Marcoussis, Pitch 1 Arbitre : Marlize Jordaan |

#### Match de classement pour la9eplace
| 17 août 2014 14h00 UTC+2 | Afrique du Sud | 0 – 36 (mt 0 – 17) | Espagne | CNR Marcoussis, Pitch 1 5 450 spectateurs Arbitre : Jessica Beard |
| 17 août 2014 14h00 UTC+2 |                | Essai(s) : P.Garcia (19e), (78e), Pla (33e), essai de pénalité (65e), Martinez (80e) Transformation(s) : P.Garcia (20e, 34e, 66e), Roca (79e) Pénalité(s) : P.Garcia (16e) |         | CNR Marcoussis, Pitch 1 5 450 spectateurs Arbitre : Jessica Beard |
| 17 août 2014 14h00 UTC+2 |                | |         | CNR Marcoussis, Pitch 1 5 450 spectateurs Arbitre : Jessica Beard |

### Matches pour la cinquième place

#### Tableau
|  | Pour les 5e à 8e places | Pour les 5e à 8e places |                  |    | Pour la 5e place | Pour la 5e place |
|  | Pour les 5e à 8e places | Pour les 5e à 8e places |                  |    | Pour la 5e place | Pour la 5e place |
|  |                         |                         |                  |    |                  |                  |
|  | 13 août 2014            | 13 août 2014            |                  |    | 17 août 2014     | 17 août 2014     |
|  | 13 août 2014            | 13 août 2014            |                  |    | 17 août 2014     | 17 août 2014     |
|  | Nouvelle-Zélande        | 63                      |                  |    | 17 août 2014     | 17 août 2014     |
|  | Nouvelle-Zélande        | 63                      |                  |    | 17 août 2014     | 17 août 2014     |
|  | Pays de Galles          | 7                       |                  |    | 17 août 2014     | 17 août 2014     |
|  | Pays de Galles          | 7                       | Nouvelle-Zélande | 55 |                  |                  |
|  | 13 août 2014            |                         | Nouvelle-Zélande | 55 |                  |                  |
|  |                         | États-Unis              | 5                |    |                  |                  |
|  | Australie               | États-Unis              | 5                | 20 |                  |                  |
|  | Australie               |                         |                  | 20 |                  |                  |
|  | États-Unis              | 23                      |                  |    |                  |                  |
|  | États-Unis              | 23                      | Pour la 7e place |    |                  |                  |
|  |                         |                         |                  |    |                  |                  |
|  | 17 août 2014            |                         |                  |    |                  |                  |
|  |                         |                         |                  |    |                  |                  |
|  | Pays de Galles          | 3                       |                  |    |                  |                  |
|  | Pays de Galles          | 3                       |                  |    |                  |                  |
|  | Australie               | 30                      |                  |    |                  |                  |
|  | Australie               | 30                      |                  |    |                  |                  |

#### Matches de classement pour les5eà8eplaces
| 13 août 2014 15h45 UTC+2 | Nouvelle-Zélande | 63 – 7 (mt 27 – 7) | Pays de Galles                                             | Stade Jean-Bouin, Paris, France Arbitre : Claire Hodnett |
| 13 août 2014 15h45 UTC+2 | Essai(s) : Baker (6e), (18e), (26e), (73e), Winiata (15e), (52e), Savage (37e),Itunu (43e), Hireme (56e), Everitt (66e), Rule (81e) Transformation(s) : Cocksedge (7e), (44e), (53e), Brazier (74e) |                    | Essai(s) : Harries (24e) Transformation(s) : Wilkins (25e) | Stade Jean-Bouin, Paris, France Arbitre : Claire Hodnett |
| 13 août 2014 15h45 UTC+2 | |                    |                                                            | Stade Jean-Bouin, Paris, France Arbitre : Claire Hodnett |

| 13 août 2014 18h30 UTC+2 | Australie | 20 – 23 (mt 12 – 3) | États-Unis | CNR Marcoussis, Pitch 1 Arbitre : Jessica Beard |
| 13 août 2014 18h30 UTC+2 | Essai(s) : Parry (2e), Morgan (22e), Burrows (50e) Transformation(s) : Hewson (3e) Pénalité(s) : Hewson (64e) Carton(s) jaune(s) : Milward (79e) |                     | Essai(s) : Potter (43e), Farmer (61e), McGee (68e) Transformation(s) : Rozier (69e) Pénalité(s) : Anderson (8e), Rozier (79e) | CNR Marcoussis, Pitch 1 Arbitre : Jessica Beard |
| 13 août 2014 18h30 UTC+2 | |                     | | CNR Marcoussis, Pitch 1 Arbitre : Jessica Beard |

#### Match de classement pour la5eplace

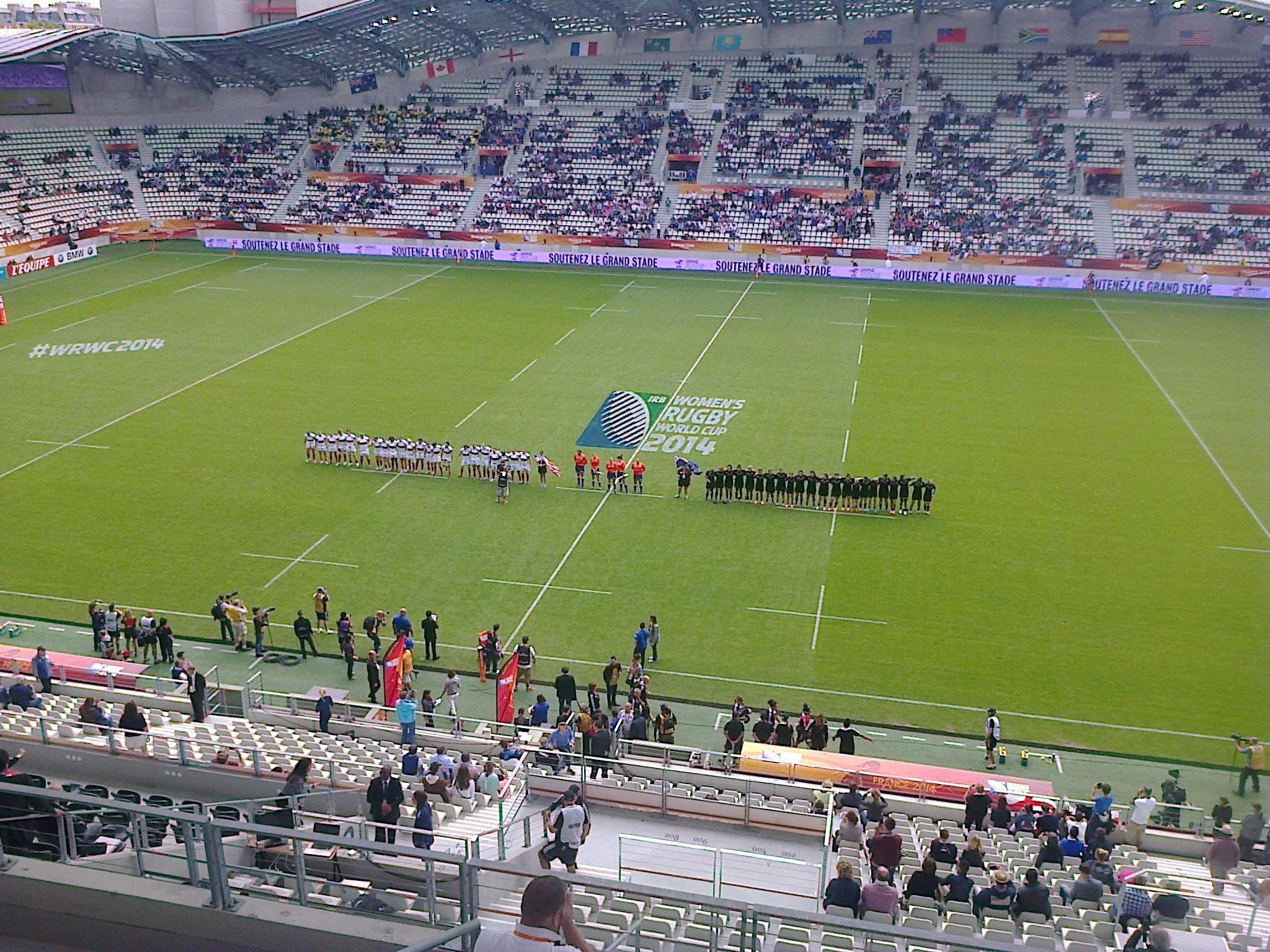
États-Unis contre Nouvelle-Zélande au stade Jean-Bouin.

| 17 août 2014 14h15 UTC+2 | Nouvelle-Zélande | 55 – 5 (mt 31 – 0) | États-Unis              | Stade Jean-Bouin, Paris, France Arbitre : Helen O'Reilly |
| 17 août 2014 14h15 UTC+2 | Essai(s) : 9 Savage (15e), Everitt (24e), Baker (31e), Winiata (34e), Hireme (37e, 43e, 59e, 79e), Nelson (70e) Transformation(s) : 5/9 Brazier (32e, 35e, 38e, 60e, 72e) |                    | Essai(s) : Rozier (49e) | Stade Jean-Bouin, Paris, France Arbitre : Helen O'Reilly |
| 17 août 2014 14h15 UTC+2 | |                    |                         | Stade Jean-Bouin, Paris, France Arbitre : Helen O'Reilly |

#### Match de classement pour la7eplace
| 17 août 2014 16h00 UTC+2 | Pays de Galles              | 3 – 30 (mt 3–10) | Australie | CNR Marcoussis, Pitch 1 Arbitre : Claire Hodnett |
| 17 août 2014 16h00 UTC+2 | Pénalité(s) : Wilkins (30e) |                  | Essai(s) : Patu (17e), Dennison (26e), Brown (64e), Williams (76e), Morgan (80e) Transformation(s) : Hewson (80e) Pénalité(s) : Hewson (60e) | CNR Marcoussis, Pitch 1 Arbitre : Claire Hodnett |
| 17 août 2014 16h00 UTC+2 |                             |                  | | CNR Marcoussis, Pitch 1 Arbitre : Claire Hodnett |

## Phase finale

### Tableau
|  | Demi-finales | Demi-finales |                        |    | Finale       | Finale       |
|  | Demi-finales | Demi-finales |                        |    | Finale       | Finale       |
|  |              |              |                        |    |              |              |
|  | 13 août 2014 | 13 août 2014 |                        |    | 17 août 2014 | 17 août 2014 |
|  | 13 août 2014 | 13 août 2014 |                        |    | 17 août 2014 | 17 août 2014 |
|  | Irlande      | 7            |                        |    | 17 août 2014 | 17 août 2014 |
|  | Irlande      | 7            |                        |    | 17 août 2014 | 17 août 2014 |
|  | Angleterre   | 40           |                        |    | 17 août 2014 | 17 août 2014 |
|  | Angleterre   | 40           | Angleterre             | 21 |              |              |
|  | 13 aout 2014 |              | Angleterre             | 21 |              |              |
|  |              | Canada       | 9                      |    |              |              |
|  | France       | Canada       | 9                      | 16 |              |              |
|  | France       |              |                        | 16 |              |              |
|  | Canada       | 18           |                        |    |              |              |
|  | Canada       | 18           | Match pour la 3e place |    |              |              |
|  |              |              |                        |    |              |              |
|  | 17 aout 2014 |              |                        |    |              |              |
|  |              |              |                        |    |              |              |
|  | Irlande      | 18           |                        |    |              |              |
|  | Irlande      | 18           |                        |    |              |              |
|  | France       | 25           |                        |    |              |              |
|  | France       | 25           |                        |    |              |              |

### Demi-finales
Irlande-Angleterre
| 13 août 2014 18h00 UTC+2 | Irlande                                                  | 7 – 40 (mt 7 – 18) | Angleterre | Stade Jean-Bouin, Paris, France Arbitre : Amy Perrett |
| 13 août 2014 18h00 UTC+2 | Essai(s) : Bourke (16e) Transformation(s) : Briggs (17e) |                    | Essai(s) : Clark (25e), Merchant (36e), Wilson (57e), Packer (70e, 74e) Transformation(s) : Scarratt (37e), Large (71e), (75e) Pénalité(s) : Scarratt (33e, 42e), (47e) | Stade Jean-Bouin, Paris, France Arbitre : Amy Perrett |
| 13 août 2014 18h00 UTC+2 |                                                          |                    | | Stade Jean-Bouin, Paris, France Arbitre : Amy Perrett |

France-Canada
Points marqués :
- France, 2 essais : N'Diaye (66e), Koïta (77e),
2 pénalités : Agricole (6e, 34e)
- Canada, 2 essais : Alarie (42e), Harvey (46e),
1 transformation : Harvey (47e),
2 pénalités : Harvey (29e, 40e+3)

Évolution du score : 3-0, 3-3, 6-3, 6-6, mt,
6-11, 6-18, 11-18, 16-18
Arbitre : Helen O'Reilly 
Résumé

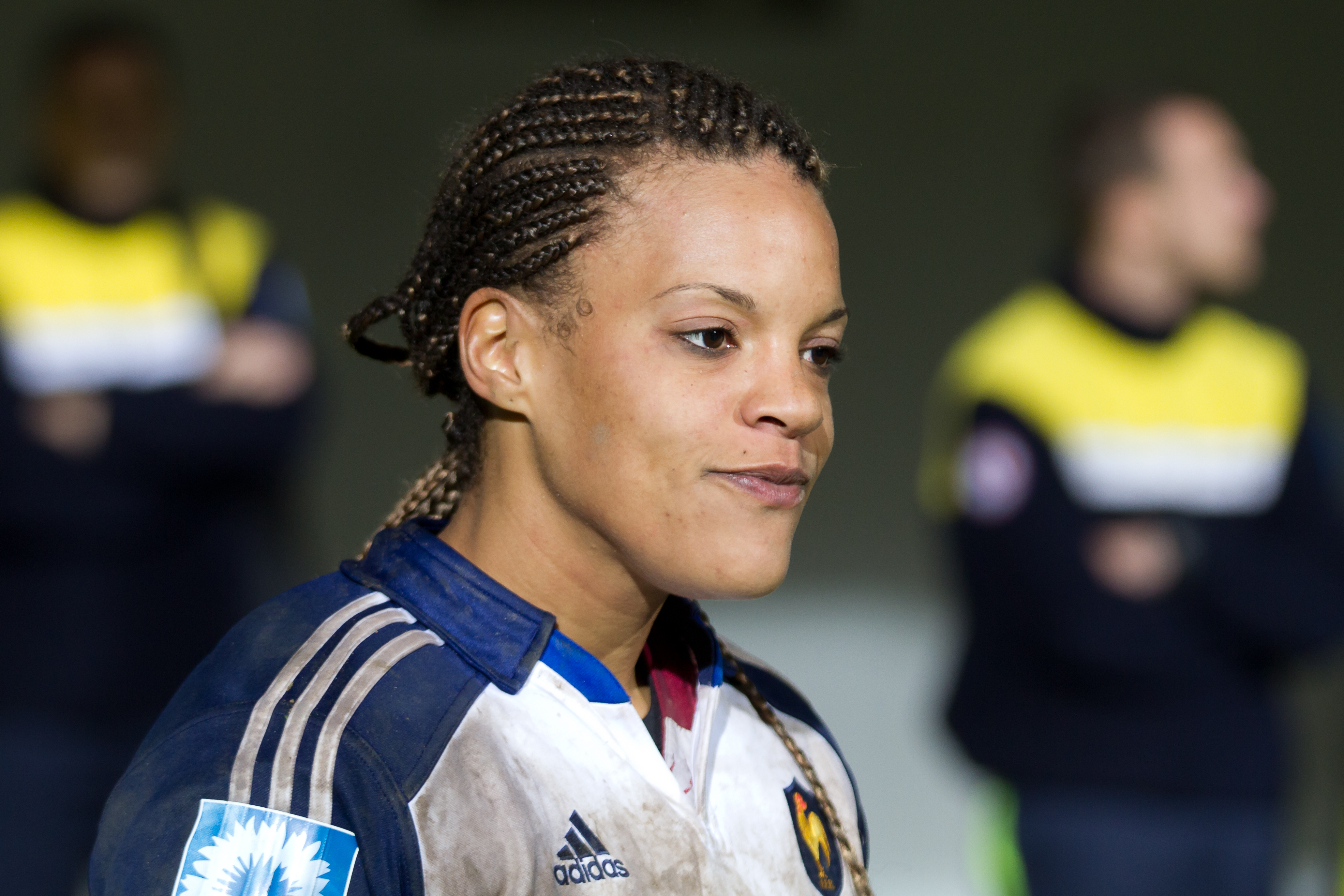
Safi N'Diaye, marque le premier essai de la France contre le Canada.

La deuxième demi-finale réunit 17 000 spectateurs. La France ouvre le score par un coup de pied de Sandrine Agricole (3-0, 5e) qui sanctionne une domination en début de partie. Les Canadiennes répliquent, la Rennaise marque encore (6-3, 33e) même si les Canadiennes sont bien présentes dans le match. Et deux coups de pied de Magali Harvey (28e et 41e) donnent un score de parité (6-6) à la mi-temps.
Dès la reprise, Elissa Alarie marque un essai. Elle s'infiltre autour d'une mêlée spontanée pour aplatir après une course de quarante mètres,. Les Françaises encaissent là leur premier essai de cette compétition. Dans la foulée, elles perdent un ballon dans les 22 mètres canadiens ; Magali Harvey est à la conclusion d'une série de passes canadiennes jusqu'à l'aile où elle marque un essai de 80 mètres sur un exploit personnel,. Les Françaises réagissent. Les avants font le travail, des groupés pénétrants se mettent en place, la France inscrit deux essais en fin de match par Safi N'Diaye, en course pour obtenir le titre de meilleure joueuse du tournoi (11-18, 65e), puis par Laetitia Salles (16-18, 78e). Aucun n'est transformé, ce qui laisse l'avantage final aux Canadiennes.
Le Canada se qualifie pour la finale. C'est la première fois que le Canada parvient à ce stade de la compétition et c'est seulement la quatrième nation à réaliser cette performance.
| France · Titulaires · 72e Christelle Le Duff 15 · 50e Marion Lièvre 14 · Shanon Izar 13 · Marjorie Mayans 12 · 28e à 38e Caroline Ladagnous 11 · Sandrine Agricole 10 · Jennifer Troncy 9 · 66e Safi N'Diaye 8 · 58e Manon André 7 · Coumba Diallo 6 · 77e Assa Koïta 5 · 63e Marine De Nadai 4 · 49e Élodie Portaries 3 · 70e Gaëlle Mignot 2 · 55e Hélène Ezanno 1 · Remplaçants · 70e Laetitia Salles 16 · 55e Lise Arricastre 17 · 49e Christelle Chobet 18 · 63e Sandra Rabier 19 · 58e Laëtitia Grand 20 · 72e Jessy Trémoulière 21 · 50e Élodie Poublan 22 · Entraîneur · Nathalie Amiel |  |  |  | Canada · Titulaires · 15 Elissa Alarie 42e · 14 Magali Harvey 46e · 13 Mandy Marchak · 12 Andrea Burk · 11 Brittany Waters · 10 Emily Belchos · 9 Stéphanie Bernier 39e · 8 Kelly Russell · 7 Karen Paquin · 6 Jacey Murphy · 5 Latoya Blackwood · 4 Maria Samson 62e · 3 Hilary Leith 54e · 2 Kim Donaldson 62e · 1 Marie-Pier Pinault-Reid 54e · Remplaçants · 16 Laura Russell 54e · 17 Olivia DeMerchant 62e · 18 Mary Jane Kirby 54e 76e à 80e · 19 Tyson Beukeboom · 20 Kayla Mack 62e · 21 Julianne Zussman 39e · 22 Jessica Dovanne · Entraîneur · François Ratier |

### Match de classement pour la troisième place
| 17 août 2014 16h30 UTC+2 | Irlande | 18 – 25 (mt 15– 12) | France | Stade Jean-Bouin, Paris, France 9 620 spectateurs Arbitre : Sherry Turnbull |
| 17 août 2014 16h30 UTC+2 | Essai(s) : 2 Briggs (6e), Davitt (40e) Transformation(s) : 1/2 Briggs (7e) Pénalité(s) : 2 Briggs (27e, 61e) |                     | Essai(s) : 4 Mignot (13e), Trémoulière (31e), Guiglion (47e, 80e+1) Transformation(s) : 1/4 Agricole (14e) Pénalité(s) : Trémoulière (66e) | Stade Jean-Bouin, Paris, France 9 620 spectateurs Arbitre : Sherry Turnbull |
| 17 août 2014 16h30 UTC+2 | |                     | | Stade Jean-Bouin, Paris, France 9 620 spectateurs Arbitre : Sherry Turnbull |

### Finale
Contexte

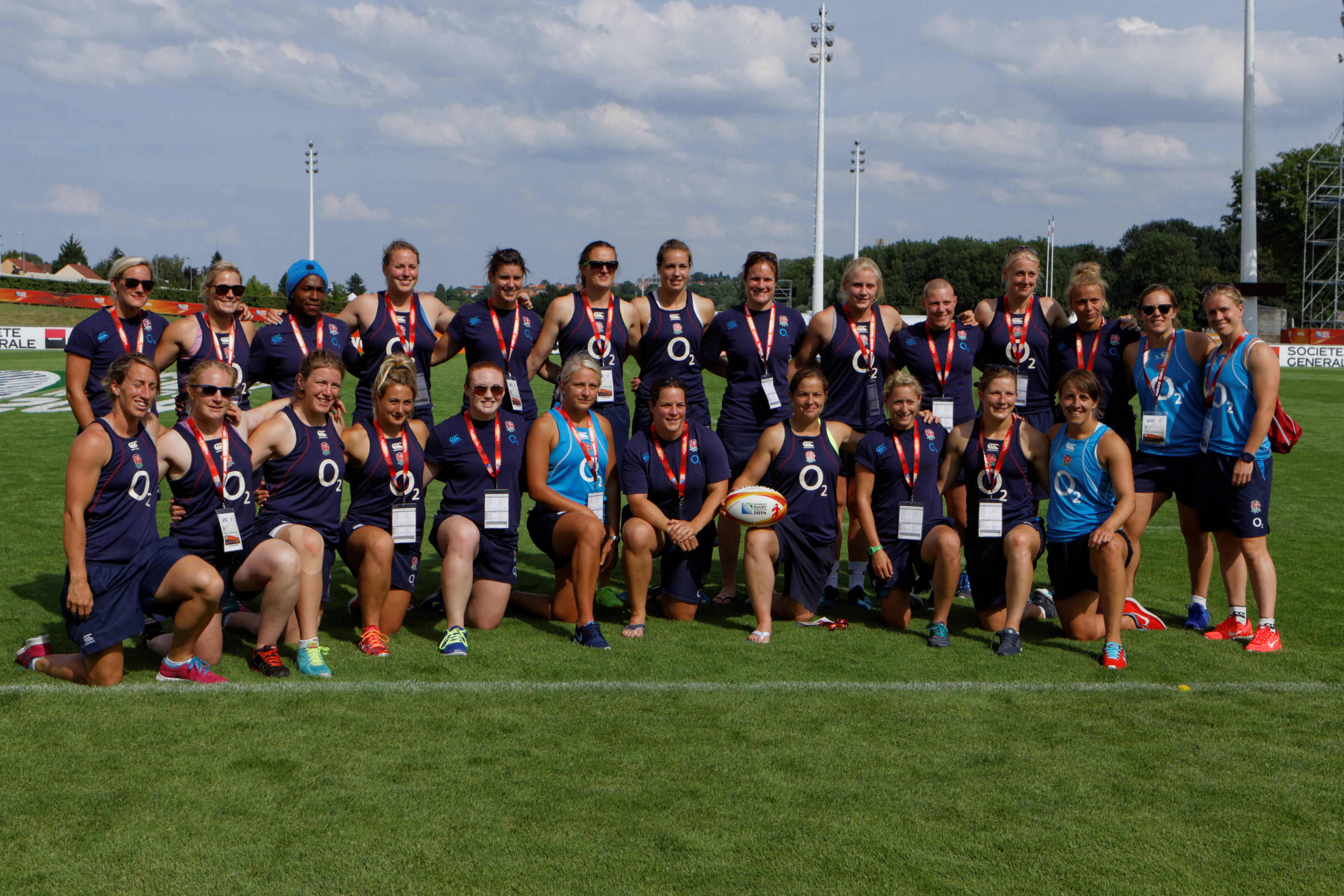
L'équipe d'Angleterre lors du premier Captain's Run de la compétition.

« Nous savons que l'Angleterre est une équipe très forte » déclare l'entraîneur français de l'équipe canadienne, François Ratier. « Dimanche est une opportunité incroyable pour nous de montrer à quel point le rugby féminin canadien a progressé. Nos athlètes ont passé des années à préparer ce moment et nous sommes tous impatients de relever le défi. » Le Canada et l'Angleterre ont joué quatre fois l'un contre l'autre au cours des douze derniers mois. Le Canada a gagné deux matches lors de la Coupe des Nations 2013 à Denver, l'Angleterre a gagné le test-match disputé en novembre 2013 en Angleterre. Les équipes ont enfin fait match nul 13 partout en poule à Marcoussis.
(mt : 3 - 11 )
Points marqués:
- Canada
3 pénalités : Harvey (40e+2, 45e, 58e).
- Angleterre
2 essais : Waterman (33e), Scarratt (74e),
1 transformation : Scarratt (75e),
3 pénalités : Scarratt (11e, 25e, 60e).

Évolution du score :
0-3, 0-6, 0-11, 3-11, mt,
6-11, 9-11, 9-14, 9-21.
Arbitre : Amy Perrett 
Résumé
L'Angleterre met la pression en début de match, usant des gabarits de son équipe pour tenter des offensives et faire plusieurs progressions dangereuses dans le camp canadien. Natasha Hunt utilise sa pointe de vitesse pour perforer et amener la défense à la faute. Emily Scarratt en profite pour ouvrir le score avec une pénalité inscrite à la 11e minute. L'Angleterre devrait marquer davantage de points, mais la défense du Canada est solide avec quelques placages appuyés. Hunt est stoppée avant de pouvoir marquer un essai. C'est Scarratt qui aggrave le score à la 25e minute (6-0). Le jeu est maintenu dans le camp canadien et Danielle Waterman finit par marquer le premier essai du match après 33 minutes (11-0).
Le Canada joue mieux en fin de première mi-temps. Magali Harvey inscrit une première pénalité (11-3, 40e+2). Le Canada persévère et l'ailière canadienne ajoute six nouveaux points au pied (45e et 58e, 11-9). L'Angleterre profite d'une faute pour reprendre cinq points d'avance une minute plus tard (14-9) ; malgré les tentatives canadiennes, c'est Scarratt qui assure la victoire de son équipe en marquant un essai transformé à la 74e minute pour lui donner la victoire 21 points à 9.
Scarratt a inscrit seize points pour son équipe en finale, 70 dans le tournoi, ce qui en fait la meilleure réalisatrice devant Magali Harvey, auteure de 61 points.
| Canada Titulaires Julianne Zussman 15 Magali Harvey 14 Mandy Marchak 13 Andrea Burk 12 Jessica Dovanne 11 Emily Belchos 10 Elissa Alarie 9 Kelly Russell 8 Karen Paquin 7 Jacey Murphy 6 Maria Samson 5 Latoya Blackwood 4 Hilary Leith 3 Kim Donaldson 2 Marie-Pier Pinault-Reid 1 Remplaçants Laura Russell 16 Olivia DeMerchant 17 Mary Jane Kirby 18 Tyson Beukeboom 19 Kayla Mack 20 Julia Sugawara 21 Brittany Waters 22 Entraîneur François Ratier |  |  |  | Angleterre · Titulaires · 15 Danielle Waterman 33e 47e 52e · 14 Katherine Merchant 70e · 13 Emily Scarratt 74e · 12 Rachael Burford 78e · 11 Kay Wilson · 10 Katy McLean · 9 Natasha Hunt 78e · 8 Sarah Hunter · 7 Margaret Alphonsi · 6 Marlie Packer 65e · 5 Jo McGilchrist 54e · 4 Tamara Taylor · 3 Sophie Hemming 54e · 2 Victoria Fleetwood 58e · 1 Rochelle Clark · Remplaçants · 16 Emma Croker 58e m · 17 Laura Keates 54e · 18 Rebecca Essex 54e · 19 Alex Matthews 65e · 20 La Toya Mason 78e · 21 Ceri Large 78e · 22 Claire Allan 47e 52e 70e · Entraîneur · Simon Middleton |

## Classement final
1. Angleterre
2. Canada
3. France
4. Irlande
5. Nouvelle-Zélande
6. États-Unis
7. Australie
8. Pays de Galles
9. Espagne
10. Afrique du Sud
11. Samoa
12. Kazakhstan

## Statistiques

### Meilleures réalisatrices
| Rang | Joueuses        | Pays             | Pts | Essais | Transf. | Pén. | Drops |
| ---- | --------------- | ---------------- | --- | ------ | ------- | ---- | ----- |
| 1    | Emily Scarratt  | Angleterre       | 70  | 2      | 15      | 10   | 0     |
| 2    | Magali Harvey   | Canada           | 61  | 4      | 10      | 7    | 0     |
| 3    | Kelly Brazier   | Nouvelle-Zélande | 50  | 3      | 13      | 3    | 0     |
| 4    | Niamh Briggs    | Irlande          | 40  | 2      | 6       | 6    | 0     |
| 5    | Ashleigh Hewson | Australie        | 39  | 1      | 5       | 8    | 0     |

### Essais
Treize joueuses ont marqué au moins trois essais :
| Rang | Joueuses           | Pays             | Essais |
| ---- | ------------------ | ---------------- | ------ |
| 1    | Selica Winiata     | Nouvelle-Zélande | 6      |
| 1    | Shakira Baker      | Nouvelle-Zélande | 6      |
| 3    | Honey Hireme       | Nouvelle-Zélande | 5      |
| 4    | Magali Harvey      | Canada           | 4      |
| 4    | Marlie Packer      | Angleterre       | 4      |
| 4    | Kay Wilson         | Angleterre       | 4      |
| 4    | Sioned Harries     | Pays de Galles   | 4      |
| 4    | Tricia Brown       | Australie        | 4      |
| 9    | Kelly Brazier      | Nouvelle-Zélande | 3      |
| 9    | Huriana Manuel     | Nouvelle-Zélande | 3      |
| 9    | Katherine Merchant | Angleterre       | 3      |
| 9    | Safi N'Diaye       | France           | 3      |
| 9    | Aroha Savage       | Nouvelle-Zélande | 3      |

### Transformations

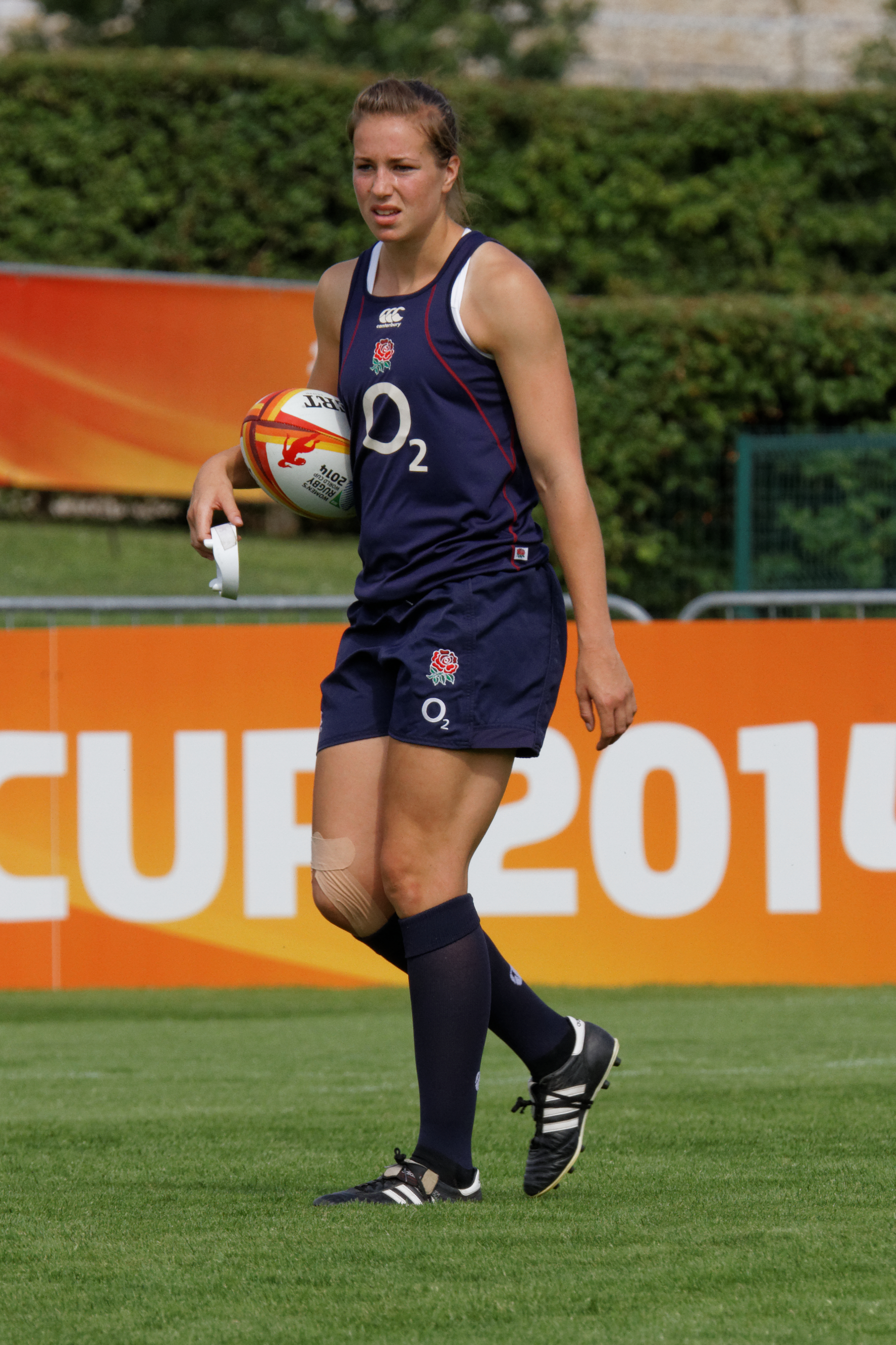
Emily Scarratt, Angleterre.

| Rang | Joueuses          | Pays             | Transformations |
| ---- | ----------------- | ---------------- | --------------- |
| 1    | Emily Scarratt    | Angleterre       | 15              |
| 2    | Kelly Brazier     | Nouvelle-Zélande | 13              |
| 3    | Magali Harvey     | Canada           | 10              |
| 4    | Patricia Garcia   | Espagne          | 8               |
| 5    | Sandrine Agricole | France           | 7               |
| 5    | Bella Milo        | Samoa            | 7               |

### Pénalités
| Rang | Joueuses        | Pays           | Pénalités |
| ---- | --------------- | -------------- | --------- |
| 1    | Emily Scarratt  | Angleterre     | 10        |
| 2    | Ashleigh Hewson | Australie      | 8         |
| 3    | Magali Harvey   | Canada         | 7         |
| 4    | Niamh Briggs    | Irlande        | 6         |
| 5    | Patricia Garcia | Espagne        | 4         |
| 5    | Robyn Wilkins   | Pays de Galles | 4         |

### Drops
Elinor Snowsill a marqué le seul drop de la compétition pour le pays de Galles contre l'Afrique du Sud (35-3) lors de la troisième journée des matches de poules.

### Taux de réussite des buteuses
| Rang | Joueuses        | Pays       | % de réussite |
| ---- | --------------- | ---------- | ------------- |
| 1    | Scaratt Emily   | Angleterre | 78            |
| 2    | Harvey Magali   | Canada     | 77            |
| 3    | Briggs Niamh    | Irlande    | 75            |
| 4    | Patricia Garcia | Espagne    | 63            |
| 5    | Bella Milo      | Samoa      | 60            |